# Kelbergen

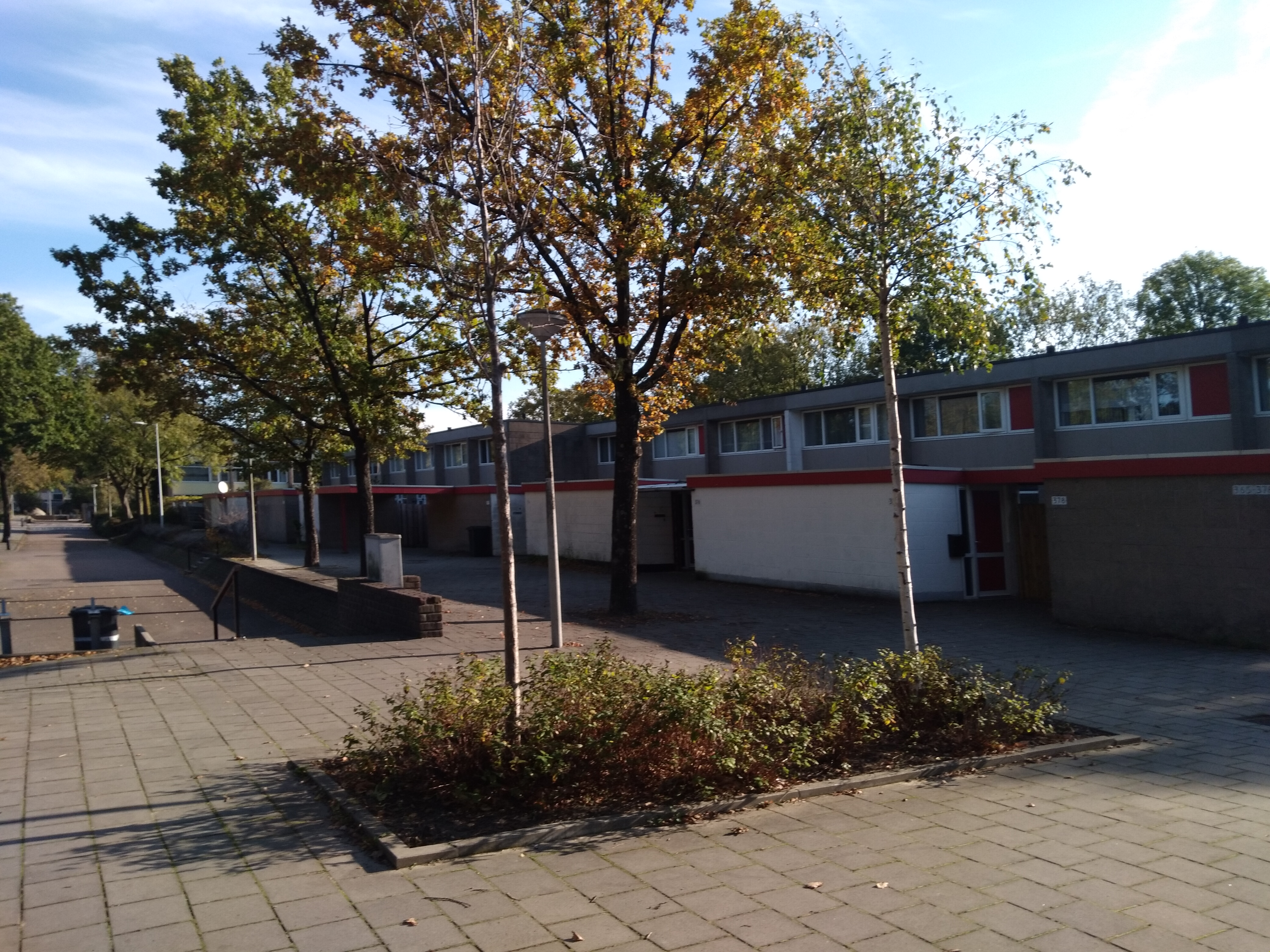
Kelbergen woningen (oktober 2021)

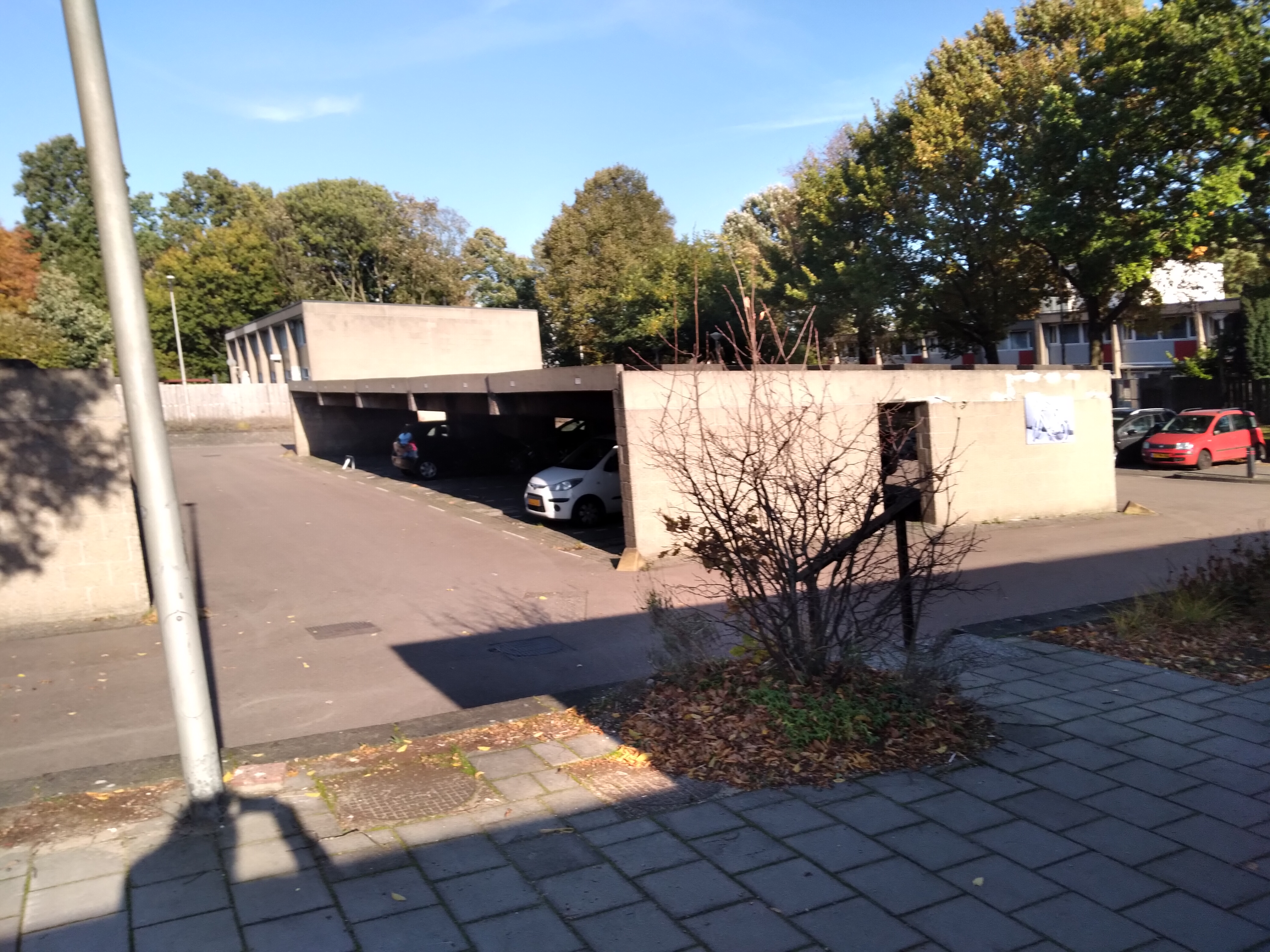
Kelbergen, carports (oktober 2021)

Kelbergen is een buurt of subwijk maar ook een straat in de Bijlmermeer in Amsterdam-Zuidoost. De naam werd op 20 januari 1971 bij een raadsbesluit gegeven en vernoemd naar een herenhuis in Brummen in Gelderland.

## Geschiedenis en ligging
Deze laagbouwwijk ligt aan de zuidrand van de Bijlmermeer en kwam vanaf 1972 gereed en was streng afgescheiden van de hoogbouw van de K-buurt. De wijk is gelegen in het zuidoosten van de Bijlmermeer, ten noorden van de Gaasperdammerweg, ten zuiden van de Karspeldreef, ten oosten van de Gooiseweg en ten westen van de flat Kralenbeek waarvan het honingraatdeel is gesloopt. De wijk is opgebouwd uit vier kwadranten rondom straten die ook Kelbergen en Kelbergenpad heten.
De wijk is ontworpen door de architect Jan Sterenberg en bestaat uit een mix van koop- en sociale huurwoningen. Het zijn laagbouwwoningen van grijze betonblokken met een plat dak en hebben één, twee of soms drie woonlagen, die toegankelijk zijn via de tuin. Het parkeren is geconcentreerd rond overdekte parkeerpleintjes met carports waar ieder huisnummer een eigen plek heeft. Die pleintjes zijn verdiept aangelegd. De woonstraten zijn aangelegd als woonerf en er is veel groen in de wijk aanwezig met waterpartijen en voetpaden. Alle straten hebben de straatnaam Kelbergen en de huisnummering loopt van 2-409. De buurt kent ongeveer 1000 inwoners.
De wijk is vanaf de kruising Karspeldreef/Groesbeekdreef voor auto's toegankelijk met de woonstraat Kelbergen die direct een bocht naar rechts maakt en dan naar links en zicht vertakt in meerdere straten. De wijk is vanaf de bushalte Kelbergen op de Karspeldreef met trappen vanaf het maaiveld bereikbaar waar bus 41 en 49 een verbinding geven met onder meer metrostation Kraaiennest en winkelcentrum de Kameleon.
Waar de rest van de Bijlmermeer eind 20e en begin 21e eeuw voor een groot deel is vernieuwd is deze wijk nog steeds in zijn oorspronkelijke vorm.
De wijk is naamgever van de Kelbergenbrug aan de noordrand van de wijk en het Kelbergenpad, een kilometers land voet- en fietspad, dat Zuidoost van noord naar zuid doorsnijdt.

## Waardering
Het Parool vroeg “hun” architectuurjournalist Jaap Huisman in 2025 vijf verborgen parels in Amsterdam te benoemen. Daarbij noemde Huisman ook deze laagbouwwijk. Hij duidde het niet als een parel, maar wel een van de opvallendste architectuuruitingen binnen de gemeente Amsterdam. Hij omschreef het als “unieke laagbouw met een tuintje”  en “charmant” en gaf ook aan dat dit soort wijkjes binnen de gemeente nauwelijks voorkomen en zeker niet binnen Amsterdam-Zuidoost (met haar oorspronkelijke honingraatflats). De wijk Kelbergen overleefde dan ook de sanering van die wijk.

## Kunst
Aan de westrand van de wijk staat een van de versies van het beeld De wachter van Nic Jonk.